# Kurt Martti Wallenius

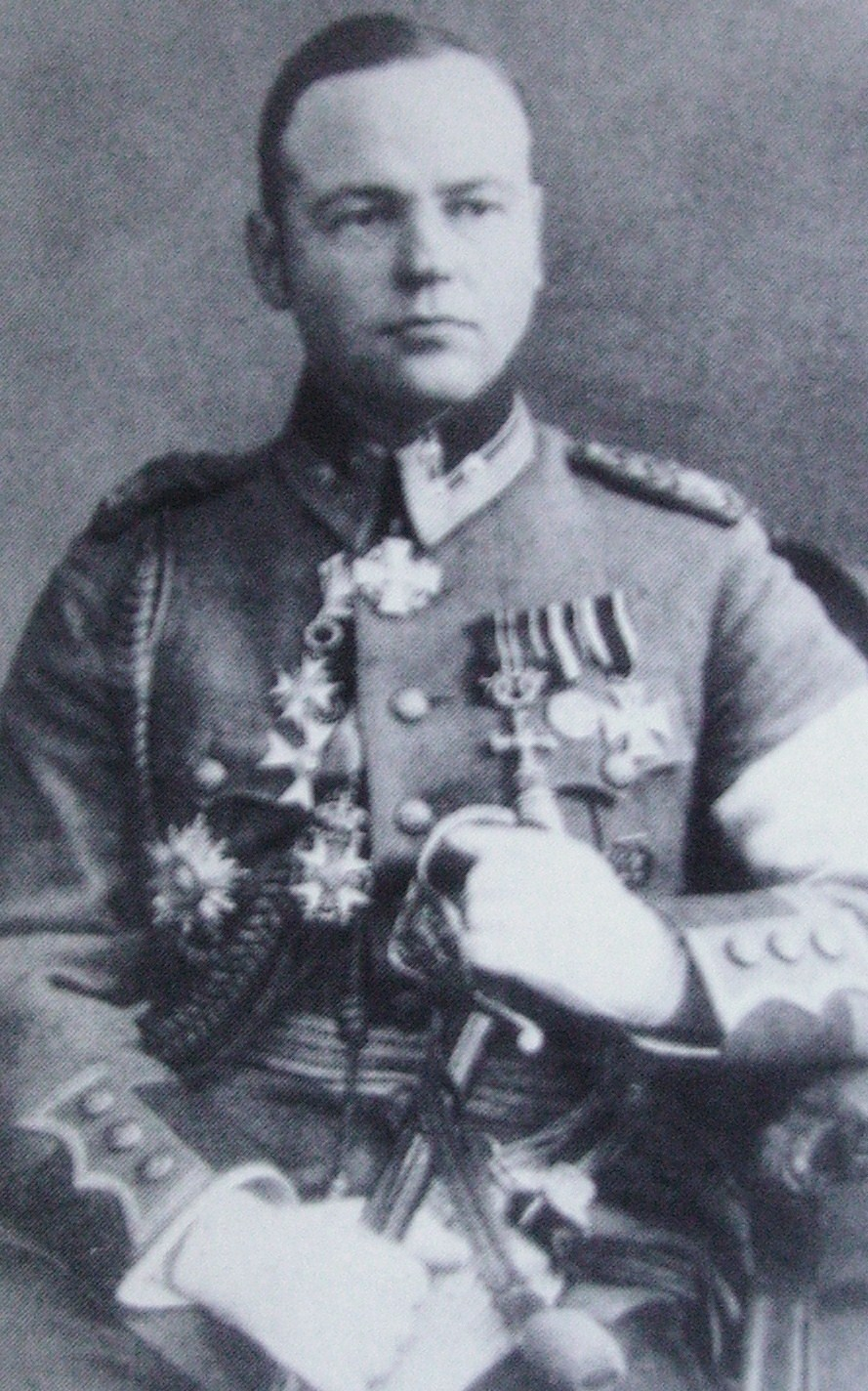
Kurt Martti Wallenius

Kurt Martti Wallenius (* 25. Juni 1893 in Kuopio; † 3. Mai 1984 in Helsinki) war ein finnischer Offizier.

## Leben
Wallenius nahm an der Jägerbewegung in Finnland im Ersten Weltkrieg teil, die sich die Unabhängigkeit des Landes vom Russischen Reich zum Ziel gesetzt hatte. Infolgedessen absolvierte er im Deutschen Kaiserreich 1915 eine militärische Ausbildung beim Königlich-Preußischen Jäger-Bataillon Nr. 27, welches fast ausschließlich aus finnischen Freiwilligen bestand. Nach seiner Rückkehr nach Finnland 1918 nahm er am Finnischen Bürgerkrieg auf Seite der Weißen teil. Er kommandierte zuerst einen Zug in Tervola und Tornio. Später wurde er zum Befehlshaber der weißen Truppen um Kuolajärvi und Kuusamo ernannt. Nachdem die Weißen den Bürgerkrieg für sich entschieden hatten, nahm er in den Finnischen Ostkriegszügen teil, bei denen kleinere paramilitärische Einheiten erfolglos versuchten, Karelien aus dem Verband des Sowjetstaates herauszulösen.
In der Zwischenkriegszeit hatte Wallenius Kommandos im Nordwesten Finnland inne. In den 1920er Jahren war er für kurze Zeit Militärattaché in Berlin. 1930 wurde Wallenius zum Generalmajor befördert und zum Chef des Generalstabs bestellt. Kurz danach wurde er aber zwangsweise in den Ruhestand ohne Rentenanspruch versetzt, da er in die Entführung des früheren Präsidenten Finnland Kaarlo Ståhlberg verwickelt war. Nach seiner Entfernung aus dem aktiven Dienst engagierte sich Wallenius in rechtsradikalen Kreisen und wurde Generalsekretär der Lapua-Bewegung. 1932 nahm er an einem erfolglosen Staatsstreich gegen die finnische Regierung teil. Wallenius wurde für Beihilfe zum Landesverrat verurteilt, verbrachte aber nur mehr als ein Jahr im Gefängnis.
Zu Beginn des Winterkriegs wurde Wallenius reaktiviert. Der finnische Oberbefehlshaber Mannerheim übertrug ihm den Befehl über die finnischen Truppen in Lappland. Wallenius kommandierte dabei die finnischen Einheiten bei der Verteidigung Petsamos und der Schlacht von Salla. Nachdem der Lapplandsektor von schwedischen Freiwilligen übernommen worden war, wurde Wallenius mit seinen Truppen an die Karelische Landenge versetzt. Ihm fiel die Verteidigung der Bucht von Viipuri zu. Er protestierte gegen diesen Posten. Wallenius und seinen Männern gelang es nicht, den sowjetischen Vormarsch aufzuhalten. Infolgedessen und wegen Berichten über Alkoholexzesse wurde er unehrenhaft entlassen und durch Generalleutnant Karl Lennart Oesch ersetzt.
Im Fortsetzungskrieg Finnlands gegen die Sowjetunion wurde Wallenius nicht mehr in den aktiven Dienst zurückgerufen.
Seinen Lebensabend verbrachte er in Rovaniemen maalaiskunta, wo er sich als Autor betätigte. Zwei seiner Werke erschienen auch auf Deutsch: Fangboote klar, Erstausgabe 1959, Berlin 1961, und Das Meer der Männer („Miesten meri“, 1953), Braunschweig 1954.